# Hermann Tabel
Hermann Tabel (* etwa 1660; † vor dem 8. Mai 1738 in London) war ein Cembalobauer. Tabel stammte aus der Gegend der damaligen Niederlande, die das Gebiet der heutigen Niederlande, Belgien und das Gebiet des Niederrheins bis nach Emden umfassten. Er war Schüler in den Werkstätten der Couchet in Antwerpen und erlernte dort den Cembalobau. Um das Jahr 1700 zog er nach London und ließ sich dort nieder. Er eröffnete eine Werkstatt und wird ab 1716 als Meister geführt. Zu seinen Schülern gehörten Burkhardt Tschudi und Jacob Kirkman. Tabel war zweimal verheiratet. Seine Witwe Susanna Virgoe heiratete einen Monat nach seinem Tod Jacob Kirkman, der somit auch die Werkstatt, das Werkzeug und den Bestand an Cembali von Tabel übernahm.

## Erhaltene Instrumente
- Cembalo 1721, im Bestand des County Museum, Warwick